# Cyprian Bhekuzulu kaSolomon
Cyprian Bhekuzulu kaSolomon, né le 4 août 1924 et mort le 17 septembre 1968, à Nongoma est un roi des zoulous  qui règne de 1948 à sa mort.

## Biographie
Il succède à son père Solomon kaDinuzulu après un long conflit de succession qui n'est résolu qu'en 1944.
Son oncle, Arthur Mshiyeni kaDinuzulu,  est régent en attendant la majorité de Cyprian et durant le conflit de succession.
Son fils, Goodwill Zwelithini kaBhekuzulu, lui succéde.